# 防衛軍 (德國殖民地)
防衛軍（德語：Schutztruppe）是指19世纪末到1918年的时期德意志帝国在德國殖民地派駐的部队。与其他国家的殖民地军队类似，防卫军也是由来自欧洲宗主国的志愿军官、士官、医疗人员、兽医人员和征募自非洲殖民地境内或非洲其他地方的土著士兵这两大部分组成的。受德意志帝國海軍管控的胶州湾租借地则是个例外。德海军向青岛派驻了第3海军陆战营（Seebattaillon III），这支守军是德国派驻众多海外保护地的部队中唯一一支全部由德国人组成的永久驻军。